# Rajouri Airport
Rajouri Airport är en flygplats i Indien.   Den ligger i distriktet Rājauri och unionsterritoriet Jammu och Kashmir, i den norra delen av landet, 600 km nordväst om huvudstaden New Delhi. Rajouri Airport ligger 926 meter över havet.
Terrängen runt Rajouri Airport är huvudsakligen kuperad. Rajouri Airport ligger nere i en dal. Runt Rajouri Airport är det ganska tätbefolkat, med 214 invånare per kvadratkilometer. Närmaste större samhälle är Rajaori, 0,63 km sydväst om Rajouri Airport. Trakten runt Rajouri Airport består till största delen av jordbruksmark.